# 轮回乐队
轮回乐队是一支成立于1991年的中国摇滚乐队，初始五名成员均来自中国高等音乐院校，分别为吉他手赵卫、主唱吴彤、吉他手李强、贝司手周旭、鼓手焦全杰。1997年，乐队签约日本JVC唱片公司并发行专辑《心乐集》，成为首批签约日本唱片公司的北京摇滚乐队之一。鼓手尚巍于1999年加入乐队。2004年由于音乐理念产生分歧，吴彤与其余成员分开发展；摇滚女歌手吴遥加盟。2012年，吴遥离队，此后乐队主唱由赵航担任。

## 成员简介

#### 现任成员
赵航(主唱)　2012后接任乐队主唱。
赵卫(吉他)　1991年毕业于中央音乐学院管弦系，毕业后在解放军总政军乐团担任黑管演奏。自1996年起一直担任迷笛音乐学校吉他专业教授。
李强(吉他)　1988年毕业于解放军艺术学院军乐系，同年在解放军总政军乐团担任萨克斯演奏，并开始学习吉他。
周旭(贝斯)　7岁开始学习拉提琴，1992年毕业于中央音乐学院管弦系，同年进入中央芭蕾舞团交响乐团担任首席贝斯。
尚巍(鼓手)　1984年考入南京十二军文工团，1989年考入上海音乐学院学习打击乐专业，1992年毕业后来到北京全国总工会歌舞团。1999年加入轮回乐队。
石头(节奏吉他)

#### 历任成员
吴彤(主唱)　笙演奏家。生于民乐世家，1994年毕业于中央音乐学院民乐系，擅长各类吹管乐。
吴遥(主唱)　出生于在福建周宁，自小就对音乐有种天生的爱好。加入轮回乐队之前已经北京打拼了10年。
焦全杰(鼓手)　解放军艺术学院军乐系打击乐教师。1993年和轮回乐队一同参与录制《摇滚北京》专辑。
冯军(鼓手)　解放军总政军乐团打击乐演奏家。轮回乐队录制第一张专辑《创造》时的鼓手。
王立冬(鼓手)　1996年参与轮回乐队第二张专辑《心乐集》的准备工作，并于同年离队。 
关菲(鼓手)　参与录制轮回乐队第二张专辑《心乐集》。

## 音乐作品
- 创造 1995 磁带
- 心乐集 1997 JVC
  - 春去春来 （单曲） 2000
- 我的太阳（翻唱专辑） 2002
- 超越·轮回 2002
- 期待·轮回 2006